# 进京检查站
进京检查站，也称环京公安检查站，是公安机关在进入北京市各交通要道设立的检查站。

## 历史
2003年非典疫情期间，为防止非典感染者进京，北京在设立的70个公路检疫站对所有进京车辆的司机与乘客进行体温检查。设在高速公路、国道、市道主要出口的28个防疫检查站为一级检查站，由北京市统一管理；设在高速路普通出口的检查站为二级防疫检查站，设在区县、街乡与外省市连接道路上的防疫检查站为三级检查站，42个二、三级检查站由区县管理。
2008年夏季奥林匹克运动会期间，公安部将环京公安检查站列为奥运会安保“护城河”工程的重要组成部分，警方共建成环京公安检查站54个，配备警察和协警1912名，对进京人员、车辆、物品进行严格检查，除了阻止危险物品和不安全车辆进入北京、对交通违法行为进行查处外，还以削减进京交通流量为由对不符合条件的外地进京车辆进行劝返。
2009年5月，北京市规划的46处进京综合检查站设计方案获批，检查站大多设在北京市各主要国、市道市界处进入北京时的公路一侧，也有少量设在出京方向一侧，由治超、公安、交管、路政、运政、环保、动检、林业八个执法部门联合执法。
2014年5月20日至六月中旬，武警进驻17个进京检查站，每个检查站配置5组持枪武警进行24小时轮番把守。随后，为保障2014年中国APEC峰会，北京警方宣布自8月1日至22日，全市检查站查控等级升至最高级，每个检查站增派11名持枪武警，站岗武警配备装有实弹的95式自动步枪和两枚爆裂弹。自此，每逢重大活动（如全国两会），进京检查站往往启动最高级防控预案，由武警24小时执勤。
2020年1月，2019冠狀病毒病疫情爆发，武汉封城，北京市政府于1月25日发布《北京市人民政府关于进一步明确责任加强新型冠状病毒感染的肺炎预防控制工作的通知》，要求进京检查站对来自疫情发生地区人员的姓名、来源地、来京居住地、联系方式等信息进行登记。随后进一步严格进京管理，但2月22日发生了“武汉刑满释放人员黄某英进入北京并确诊为新冠肺炎”事件，大兴区求贤检查站站长被免职，政委被记过处分，副站长被予以诫勉，值班辅警被认定为直接责任人并被解聘。2月27日，严格进京管理协调机制第四次会议特别强调进京公路检查站要“严防死守”。
2021年11月17日起，北京调整进出京管理政策，进京人员须持48小时内核酸检测阴性证明和“北京健康宝”绿码才可以通过进京检查站，14日内有1例以上本土新冠病毒感染者所在县市旅居史的人员则限制进京。环京地区通勤人员在这一措施执行后首次进京时须持48小时内核酸检测阴性证明，此后每次进京只需持14日内核酸检测阴性证明。北京警方协调防疫部门在13条进京高速临近北京的服务区设立了核酸检测点，但强调检测点条件有限、只是服务群众的救急措施，建议市民群众进京前提前做好核酸检测以减少等候时间。随着中国政府终结动态清零防疫政策，54个进京检查站从2022年12月8日起不再查验进京人员核酸阴性证明。
2025年2月，北京市交通委员会发布《2025年北京市交通综合治理行动计划》，提出要建立进京检查站评价指标体系、出台《进京综合检查站形象标准设计导则》、落实进京检查站优化提升实施方案、建立进京综合检查站运行实时监测平台。

## 列表
北京市公安局仅公布可以办理进京证的25个检查站的地址：
| 检查站               | 所在区域       | 具体地址                        |
| -------------------- | -------------- | ------------------------------- |
| 应寺综合检查站       | 北京市通州区   | 京沪高速公路31.5公里处          |
| 司马台综合检查站     | 北京市密云区   | 京承高速公路进京方向124.5公里处 |
| 兴礼检查站           | 河北省涿州市   | 涿州治安检查站                  |
| 张山营综合检查站     | 北京市延庆区   | 110国道92.4公里处               |
| 白庙南综合检查站     | 北京市通州区   | 通燕高速公路进京方向29.5公里处  |
| 大旺务综合检查站     | 北京市平谷区   | 平三路6.1公里处                 |
| 西集综合检查站       | 北京市通州区   | 京哈高速公路37.5公里处          |
| 榆垡综合检查站       | 北京市大兴区   | 京广线与左堤路交叉路口东侧      |
| 白河堡综合检查站     | 北京市延庆区   | 滦赤路157.2公里                 |
| 墙子路综合检查站     | 北京市密云区   | 密兴路35公里处                  |
| 马坊综合检查站       | 北京市平谷区   | 密三路49.4公里处                |
| 觅子店综合检查站     | 北京市通州区   | 103国道51公里处                 |
| 凤河营公路交通检查站 | 北京市大兴区   | 104国道45公里处                 |
| 汤河口综合检查站     | 北京市怀柔区   | 汤河口镇京加路95公里处          |
| 长沟综合检查站       | 北京市房山区   | 房易路10.4公里处                |
| 夏各庄综合检查站     | 北京市平谷区   | 京平高速67公里处                |
| 康庄检查站           | 北京市延庆区   | 京藏高速公路68公里处            |
| 古北口检查站         | 北京市密云区   | 101国道京沈路123.3公里处        |
| 琉璃河综合检查站     | 北京市房山区   | 京深路55公里处                  |
| 芹峪口综合检查站     | 北京市门头沟区 | 109国道59.1公里处               |
| 西康综合检查站       | 北京市延庆区   | 西官路7.9公里处                 |
| 永乐店检查站         | 北京市通州区   | 京津高速公路进京方向32.5公里    |
| 上堡子综合检查站     | 北京市平谷区   | 平蓟路23.8公里处                |
| 京昆高速检查站       | 北京市房山区   | 京昆高速进京59.4公里处          |
| 新城子检查站         | 北京市密云区   | 松曹路30.1公里处                |

## 评价

### 正面
- 官方时常宣传进京检查站在查获被盗机动车、管制刀具、炸药等危险违禁物品[3]、违法犯罪嫌疑人[20][21]和缉毒[22]等治安管控方面的成果[23]。
- 官方于2019冠状病毒病疫情期间宣传进京检查站在查控逃避防疫检查进京人员方面的成果[24][25]。

### 负面
- 进京检查站时常发生严重交通堵塞，早高峰时段拥堵时间可能长达两三个小时[26]。处于北京和天津之间的河北省外飞地北三县有日均进京通勤人口约10万人，平均通勤时间超过2小时。2022年曾有政协委员指出，进京检查站附近的拥堵已成为影响进京通勤出行效率的重要因素[27]，进京检查站的设置导致京津冀三地公路路网的交通形成了“便而不捷、通而不畅”的局面，使京津冀交通一体化的效应打了折扣，因而提出“撤销北三县进京检查站，将现有进京检查站东移至冀津交界处，方便进京通勤”的提案[28]。
- 2012年中共十八大召开前，河北警方在进京方向设立检查站，并规定搭乘车辆进京时除了车主须随身应携带驾驶证、行驶证、交强险凭证、机动车尾气检测合格标志、机动车年检合格标志、河北省进京车辆安检证外，乘车者还须随身携带身份证件及村（居）委会开具的介绍信，由街道办事处严格把关签字，每名进京人员必须有公职人员担保，并经社区核实后盖章，再由街道司法所所长审核后由街道主要领导签字后才生效。有群众将其比作中国抗日战争时代的“良民证”或者帝制时期的“路引”，而法律学者则质疑此举缺乏法律依据[29]。